# 洛昆巴
洛昆巴（西班牙語：Locumba），是秘魯的城鎮，位於該國南部塔克納大區，是豪爾赫巴薩德雷省的首府，該省面積2,928平方公里，人口密度每平方公里3.22人，2005年人口641。
17°36′49.81″S 70°45′45.05″W / 17.6138361°S 70.7625139°W